# Орікум
Орікум (алб. Orikumi) — селище на півдні Албанії, населення — 5 503 (2011)
Розташовано на березі Вльорської затоки і розвивається завдяки туризму. Тут знаходяться численні готелі, житлові будівлі, ресторани і пристань для яхт. Іншу частина району займають сільська та гірська місцевості. Висота гори Çika біля Орікума — 2045 м. над рівнем моря. Великі ділянки території захищені, такі, як Національний парк Логара. На краю затоки є лагуни.

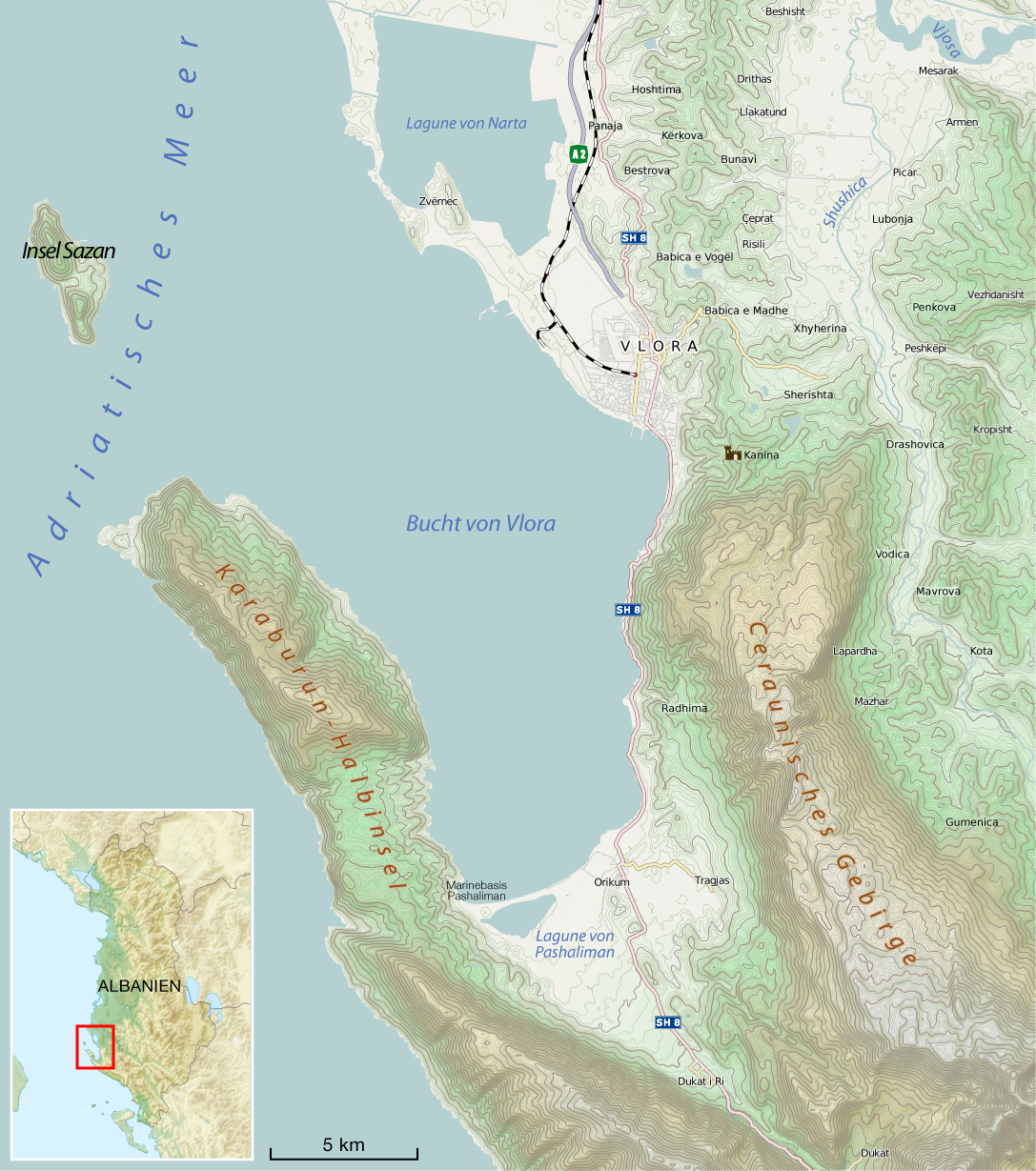
Мапа затоки Вльора

У південно-західній частині затоки розташована військово-морська база Pashaliman, одна з двох головних оплотів албанського флоту. Під час Холодної війни тут була тимчасово розташована радянська військово-морська база — єдина у Середземному морі.
У районі знаходяться давньогрецькі руїни древнього Орікума. Грецька колонія була розташована на невеликому пагорбі на березі моря з видом на акрополь і театр.